# 廣穎電通
廣穎電通（Silicon Power Computer & Communications Inc.，櫃買中心：4973）成立於2003年2月，其產品包括記憶卡、隨身碟、讀卡機、記憶體模組、固態硬碟以及外接式硬碟等。
廣穎電通在全球市場以銷售自有品牌商品為主，銷售區域已包括南美洲、歐洲與主要新興市場。，
廣穎電通在2006年獲頒第九屆台灣績優外銷企業「小巨人獎」
，2008年榮獲第十七屆卓越中小企業「國家磐石獎」。廣穎電通也以優異的商品品質與創新設計在多項競賽中脫穎而出，於2009和2010年獲得「台灣精品獎」及「台北國際電腦展創新設計獎」。根據《天下雜誌》2010年台灣一千大企業調查報告
。

## 歷史
2003年2月，廣穎電通成立
2004年，成立SMT產線
2005年，成立荷蘭分公司

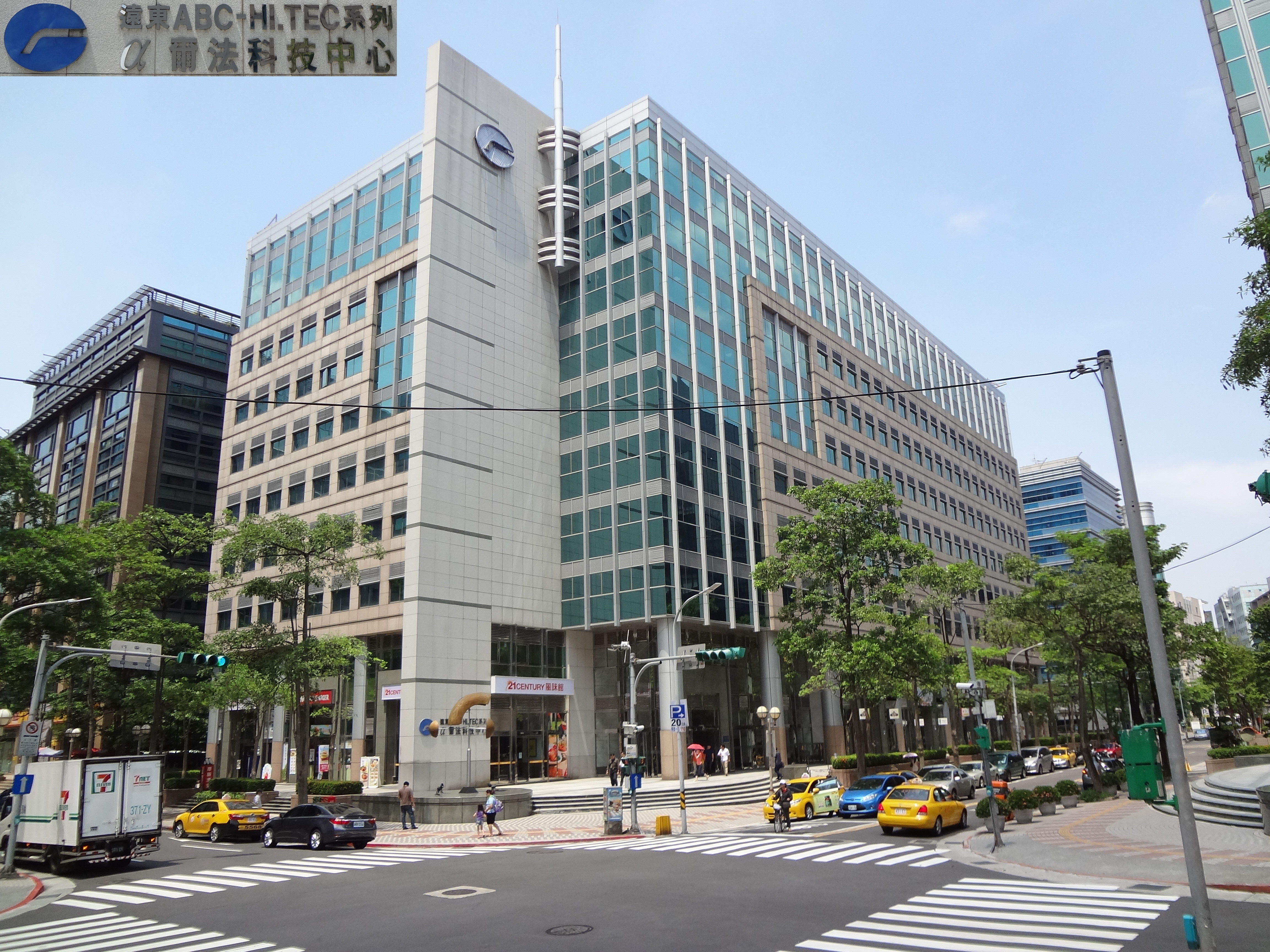
廣穎電通總部所在的爾法科技中心

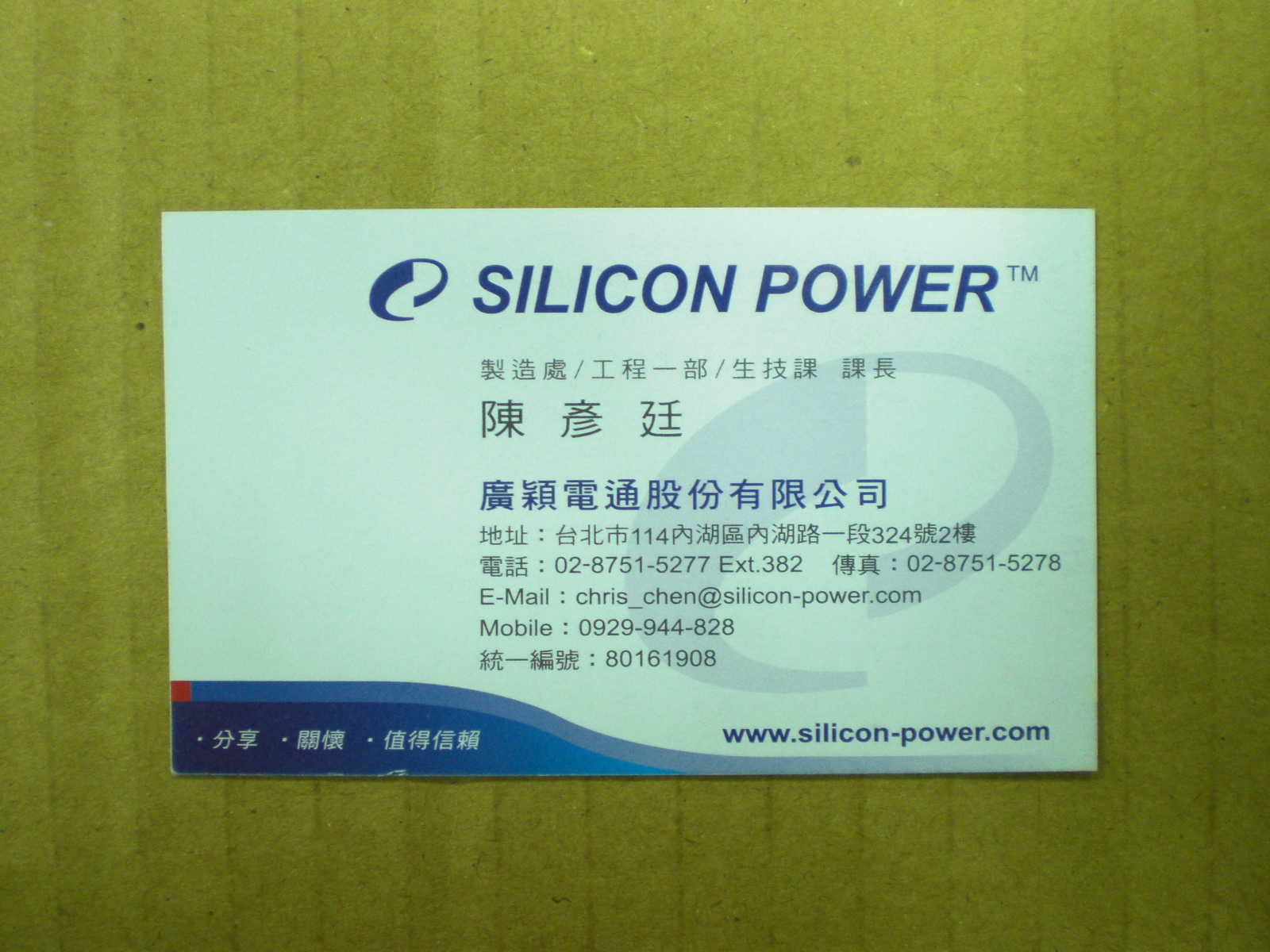
廣穎電通第一代商標時期員工名片

2006年，成立日本分公司、工廠製程全面導入無鉛製程RoHS
2007年，GCC符合綠色零組件驗證標準、DRAM模組通過系統整合商認證
2008年，SSD協會創始會員公司
2009年，通過ISO 9001獲得英國Accreditation Service公司認證
2010年，通過ISO 14001獲得英國Accreditation Service公司認證
2011年1月，工廠從台北市內湖區內湖路一段324號2至3樓（法蘭克福科技大樓）遷往新北市汐止區大同路一段308之7號5樓
2012年6月19日，股票於櫃買中心正式上櫃，股票代號4973。
2013年，Touch T02榮獲2012台北國際電腦展創新設計獎（Computex design & innovation award 2012）
2013年，Firma F80 / Diamond D20榮獲2013台北國際電腦展創新設計獎（Computex design & innovation award 2013）
2013年，Firma F80 / Armor A15榮獲2013德國reddot紅點設計大獎
2013年，Touch T02榮獲2013美國傑出工業設計大獎IDEA-finalist
2014年，Touch 825榮獲2014德國iF設計大獎
2014年，Thunder T11再獲2014德國reddot紅點設計大獎
2014年，Thunder T11, Armor A60 金點設計獎
2014年，Blaze B20, Firma F80, Touch 825, Jewel J10, Marvel M50, Armor A30, Diamond D20 7座『台灣精品獎』
2014年，Firma F80/Jewel J80, Diamond D06, Mobile X20, Jewel J05, Ultima U06 中國設計紅星獎
2014年，Firma F80/Jewel J80, Jewel J05, Unique 510 國家發明創作獎
2014年，Jewel J05, Unique U510, Touch 825, Thunder T11 台北國際電腦展創新設計獎
2015年，Firma F80/Jewel J80, Touch T06/Jewel J06, Touch T07/Jewel J07, Ultima U06/Blaze B06, Ultima U30/Blaze B30, Jewel J50/Touch T50, Marvel M70, Armor A60, Diamond D06, Thunder T11 10座『台灣精品獎』
2015年，Stream S06, Mobile X31 德國『iF設計大獎』
2015年，Jewel J50/Touch T50, Mobile X31/X21, Mobile X20 『台北國際電腦展創新設計獎』
2016年，Armor A65/A65M, Armor A85/A85M, Mobile C80, SP xDrive Z30, SP xDrive L12/L13, Ultima U31/Blaze B31, Blaze B50, Touch T01/Jewel J01, Touch T08/Jewel J08, Power S82/S102 10座『台灣精品獎』
2016年，Jewel J50/Touch T50, Mobile C80 德國『iF設計大獎』
2016年，『DISTREE鑽石獎』年度最佳儲存方案廠商

## 外部連結
- 廣穎電通網站 （页面存档备份，存于）